# 鴨部川
鴨部川（かべがわ）は、香川県さぬき市を流域とする二級水系およびその本流。香川県で第5位の指定延長、第6位の流域面積である。

## 地理
鴨部川は四国八十八カ所最終の大窪寺付近で渓流を形作り、香川県さぬき市前山の前山ダムにて一度貯水される。その後、香川県さぬき市の讃岐平野をゆったりと流れる。さぬき市長尾西の塚原地域にて一端西に曲がり、再び北に流れる。その付近よりさぬき市と木田郡三木町の境界線ともなっている。その後、さぬき市造田、鴨部、鴨庄を経由し、瀬戸内海に注ぐ。河口部では干潟を形成し、遠浅であり、季節によっては潮干狩りで賑わうことがある。
広瀬橋付近では近年堤防に紫陽花が植えられている。季節になると花が咲き乱れる（ギャラリー参照）。
以前は海岸があり、海水浴客、キャンプ客で賑わっていたが、旧志度町、旧長尾町の下水道処理施設（鴨部川浄化センター）が平成元年より作られ、砂浜は削られ、当時の面影は殆どない。
「鴨部川アジサイ夢ロードづくり」で、平成14年度手づくり郷土賞（地域活動部門）受賞。

## 主な支流
二級河川以上を記す。
- 天神川
- 川古川 - 大笹川
- 末川
- 古川
- 地蔵川
- 清水川 - 切ノ川
- 滝ヶ原川 - 大出手川
- 筒井川
- 桜谷川
- 谷川

## ギャラリー

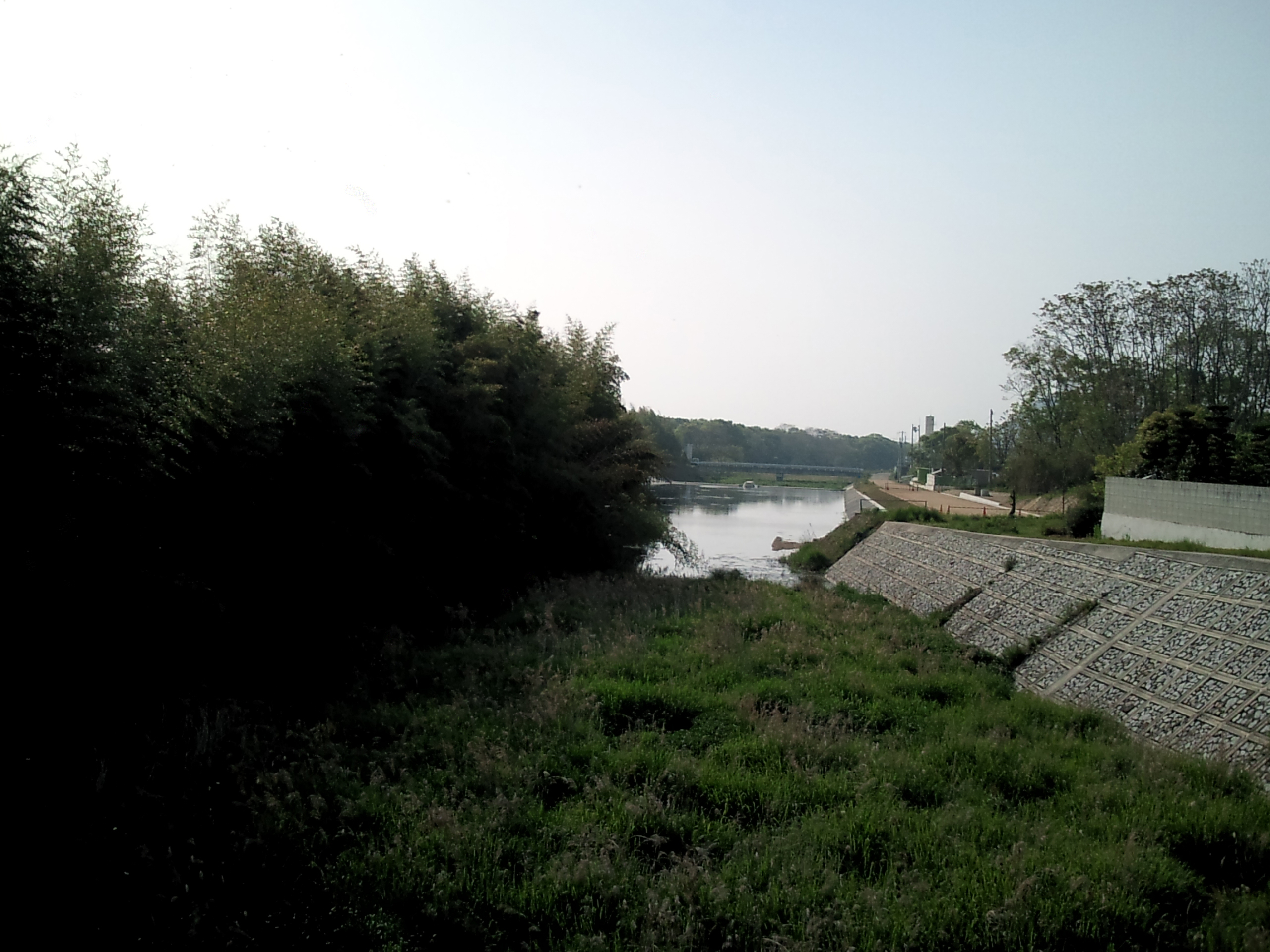
鴨部川（塚原橋より下流）
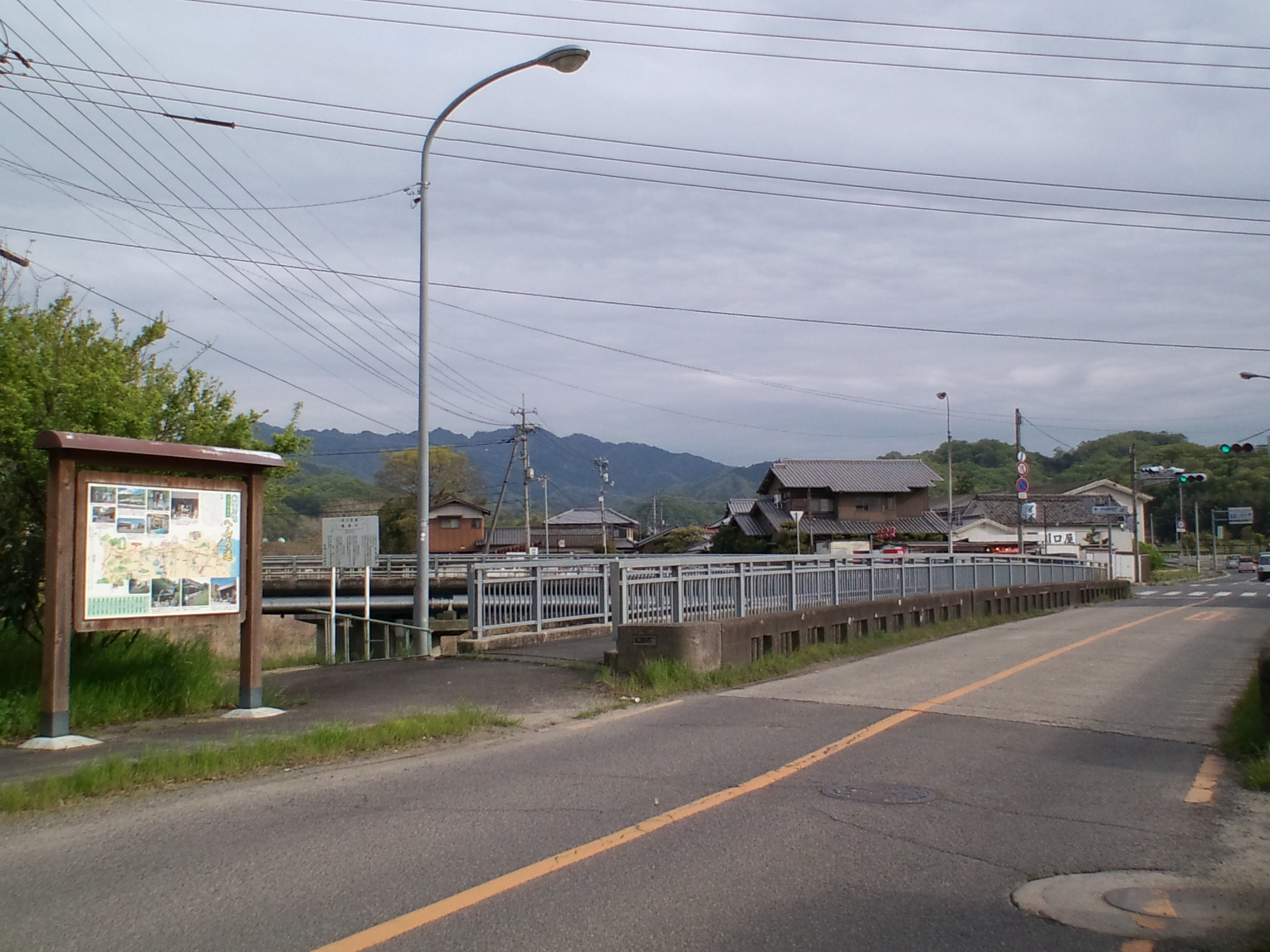
塚原橋（手前）と新塚原橋（奥）
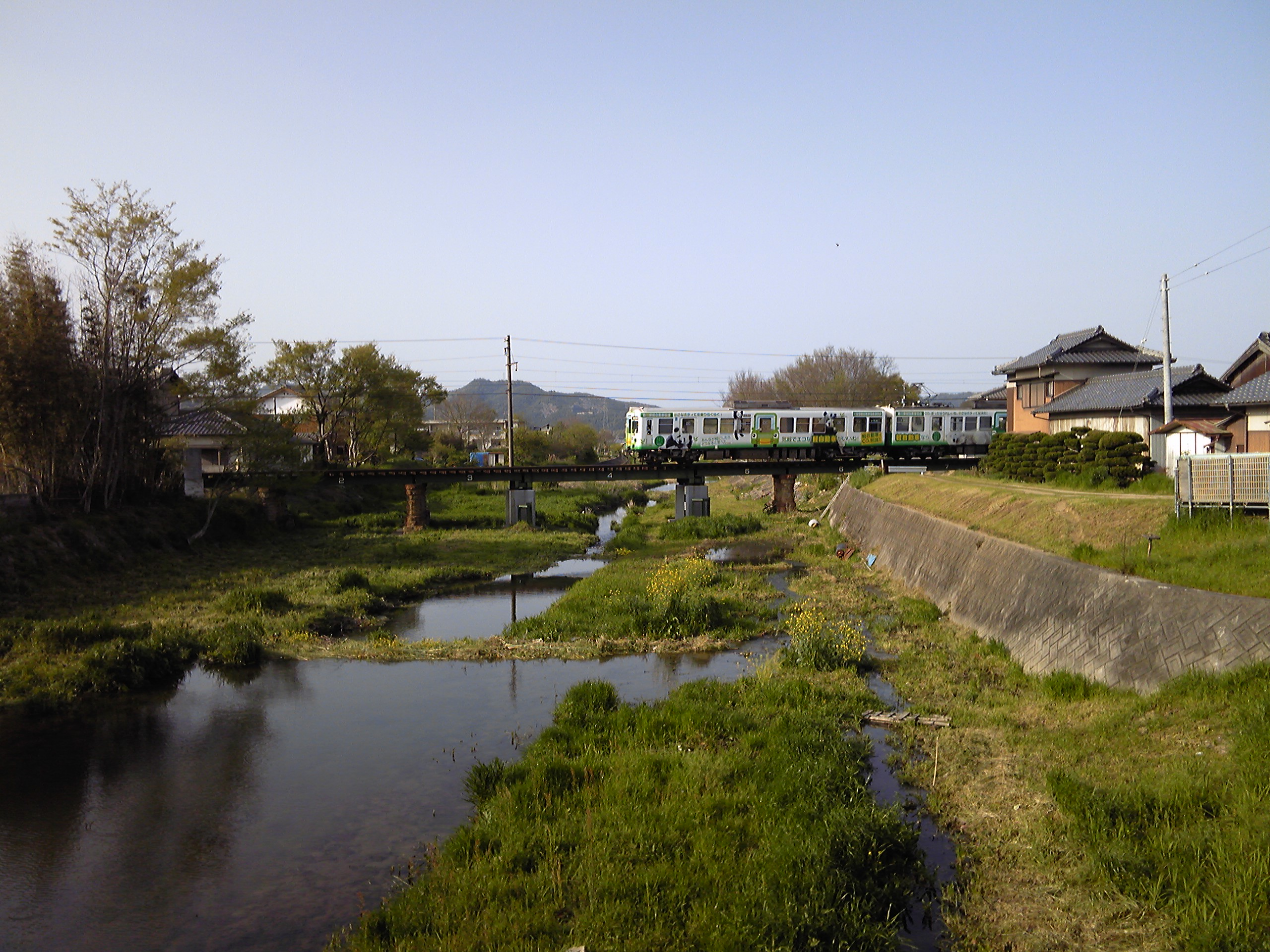
鴨部川（井戸橋より、鉄道線は高松琴平電気鉄道長尾線
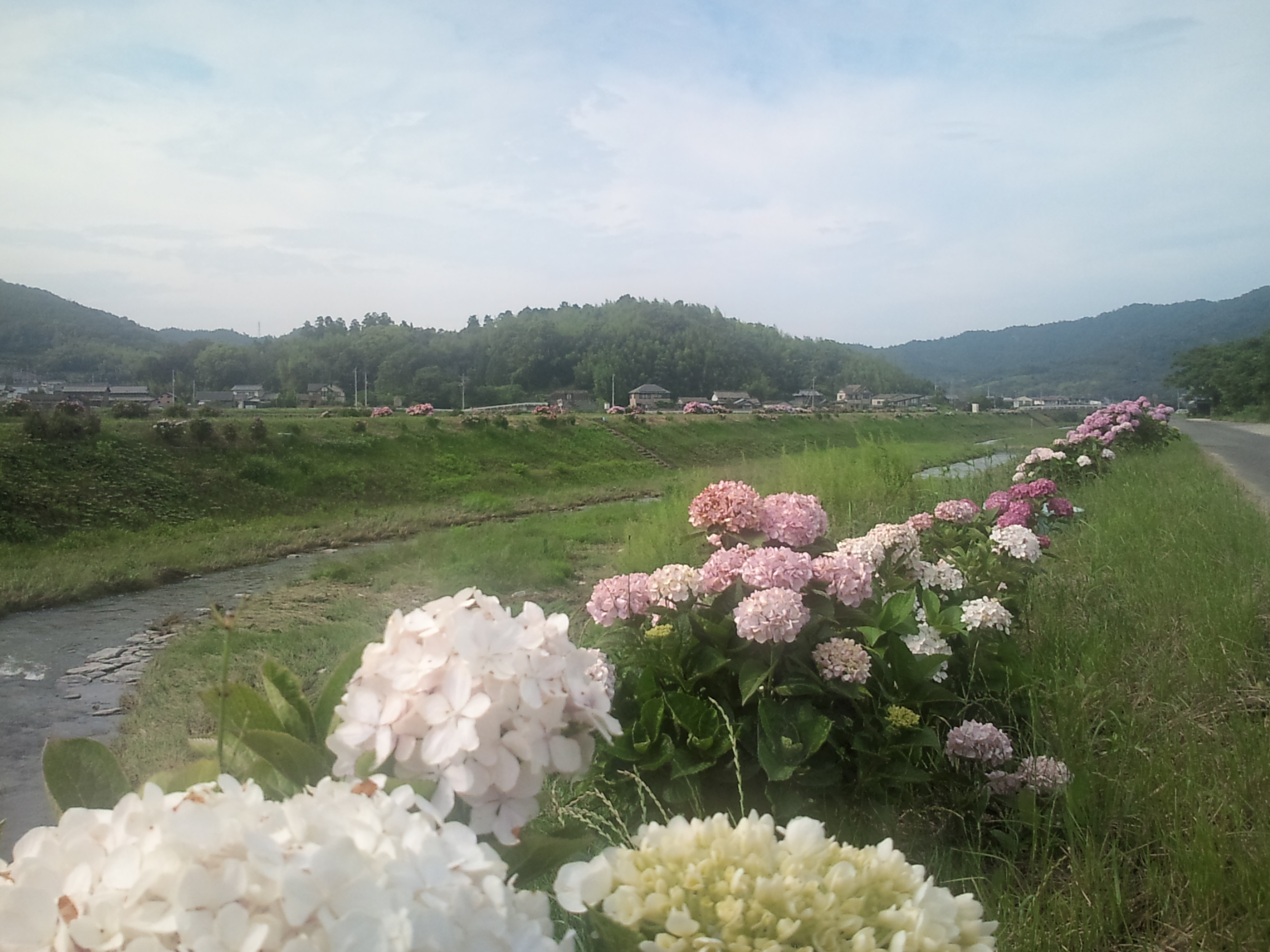
鴨部川（香川県さぬき市造田是弘 広瀬橋付近で植えられた紫陽花）
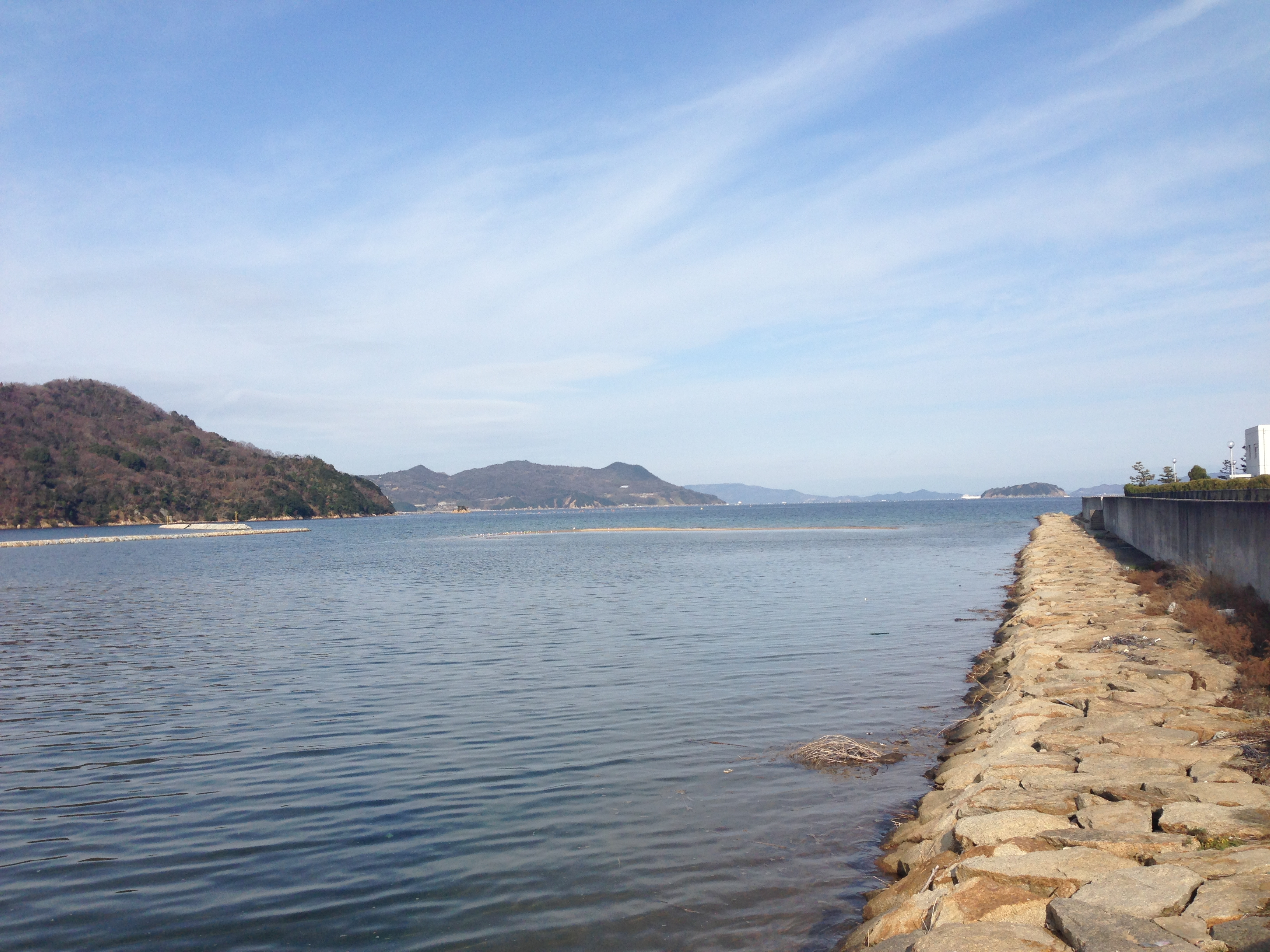
鴨部川河口（香川県さぬき市鴨庄）